# Microrregión de Río Negro
La microrregión de Río Negro es una de las microrregiones del estado brasilero de Amazonas perteneciente a la mesorregión de Norte Amazonense. Está dividida en cuatro municipios.

## Municipios
- Barcelos
- Nuevo Airón
- Santa Isabel del Río Negro
- San Gabriel de la Cascada.

- Datos: Q2436609